# Navia semiserrata
Navia semiserrata är en gräsväxtart som beskrevs av Lyman Bradford Smith. Navia semiserrata ingår i släktet Navia och familjen Bromeliaceae. Inga underarter finns listade i Catalogue of Life.